# Gülnigar Gülsaran
Gülnigar Gülsaran – turecka judoczka.
Uczestniczka mistrzostw świata w 1997 i mistrzostw Europy w 1997. Brązowa medalistka igrzysk śródziemnomorskich w 1997 roku.